# Phaung-Daw-U-Fest

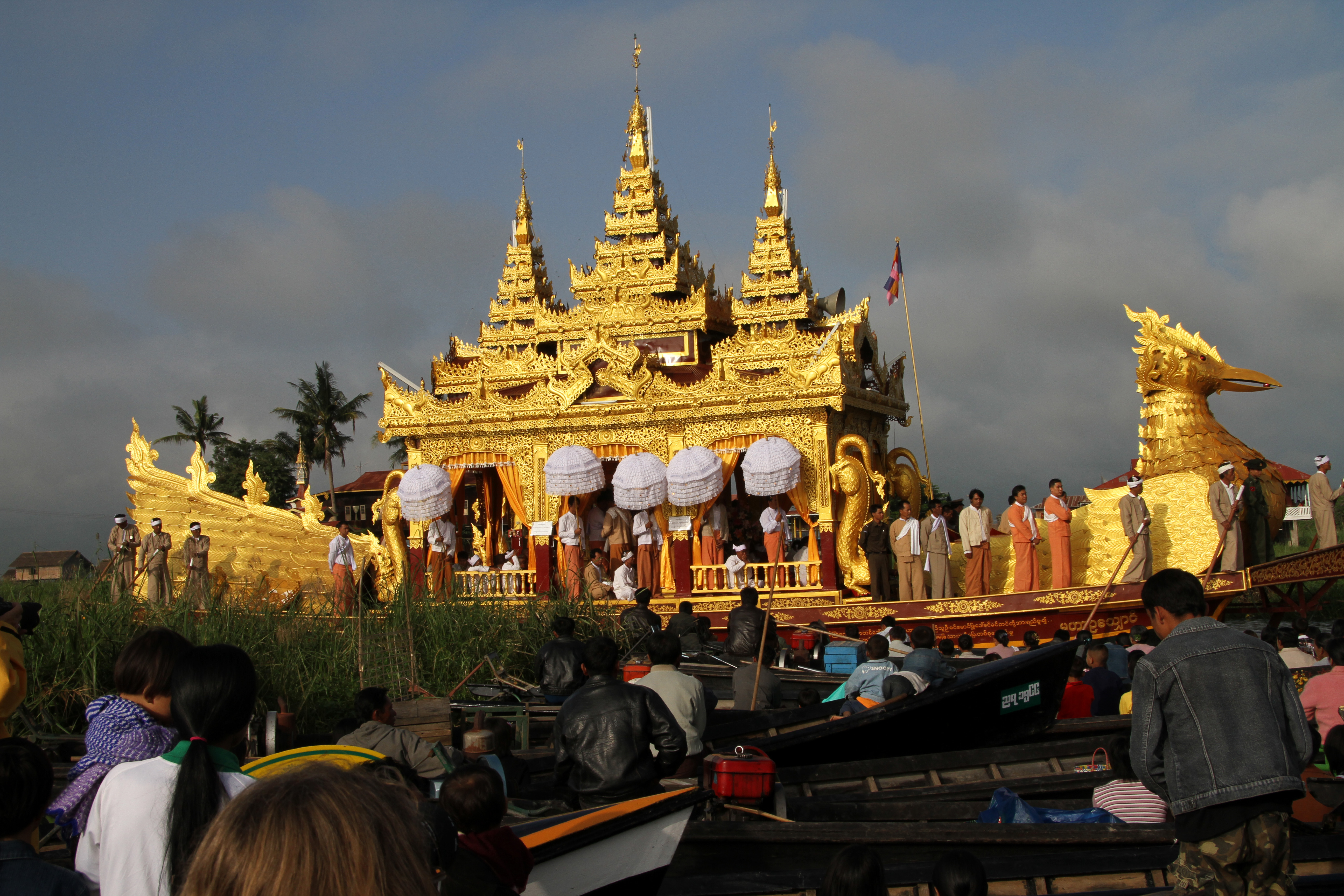
Königsbarke

Das Phaung-Daw-U-Fest ist eine alljährlich im September oder Oktober stattfindende Schiffsprozession auf dem Inle-See in Myanmar.

## Beschreibung
Nach dem Ende der Monsunzeit findet das große Fest zur Verehrung der fünf Buddha-Statuen von Phaung Daw U statt.
Ausgangs- und Endpunkt der Schiffsprozession ist die Pagode. Etwa drei Wochen lang werden vier der fünf Statuen auf eine Reise in alle wichtigen Dörfer und Klöster des Inle-Sees geschickt. Eine Figur bleibt seit 1965 an ihrem Platz, weil sie damals bei einem Schiffsunglück scheinbar verloren gegangen, aber auf mysteriöse Weise wieder aufgetaucht war. Die Buddhas werden jeden Morgen in einem feierlichen Zeremoniell auf die goldene Königsbarke geladen und von einer langen Reihe festlich geschmückter Ruderboote an ihr nächstes Ziel gezogen. Dort werden die Figuren auf einem Altar in der Tempelhalle präsentiert und bilden den Mittelpunkt des bunten Treibens.
Zum abschließenden Höhepunkt des Festes versammeln sich alle Boote und zahlreiche Gläubige vor der Phaung Daw U-Pagode.
Die Buddhafiguren werden an ihren angestammten Platz zurückgebracht, die Königsbarke wird in ihre Garage rückwärts eingeparkt.
Ganz bemerkenswert sind die Ruderboote: sie sind unglaublich lang, bis zu hundert Einbeinruderer in zwei Reihen nebeneinander haben darauf Platz. Die Boote sind geschmückt mit Bananenblättern, Fähnchen und bunten Schirmen und manchmal ausgestattet mit Musikinstrumenten, neuerdings auch mit batteriebetriebenen Lautsprecheranlagen.
Nach Beendigung der religiösen Zeremonien des Tempelfestes finden Bootsrennen in der Technik des Einbeinruderns statt. Die bunt geschmückten Langboote, die während des Festes einträchtig die Königsbarke von Kloster zu Kloster gezogen haben, treten nun paarweise gegeneinander an und ermitteln in einem undurchsichtigen Wettkampfmodus einen Sieger. Neben der Schnelligkeit kommt aber auch die Schönheit zu ihrem Recht.

## Galerie

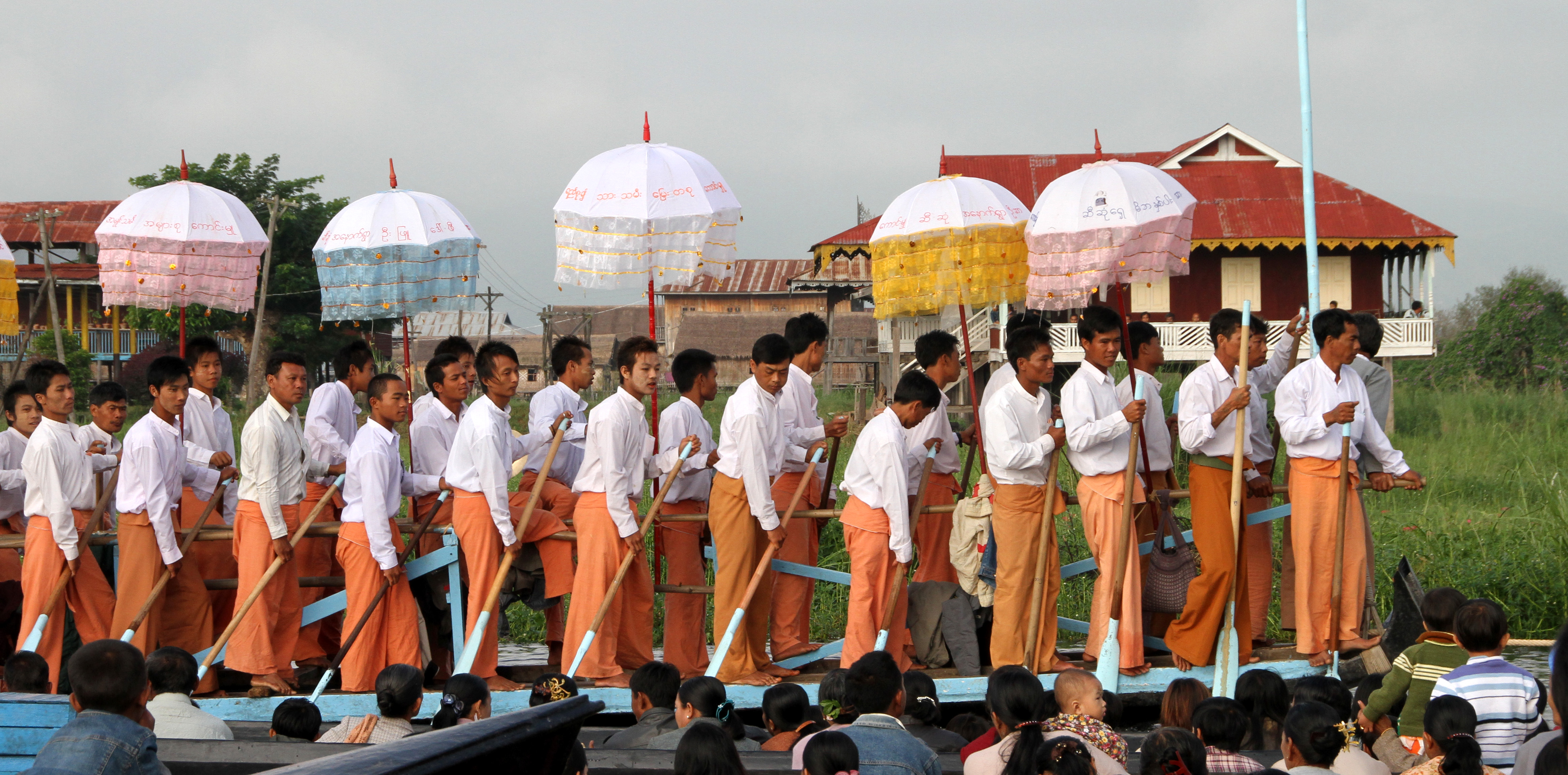
Ruderboot
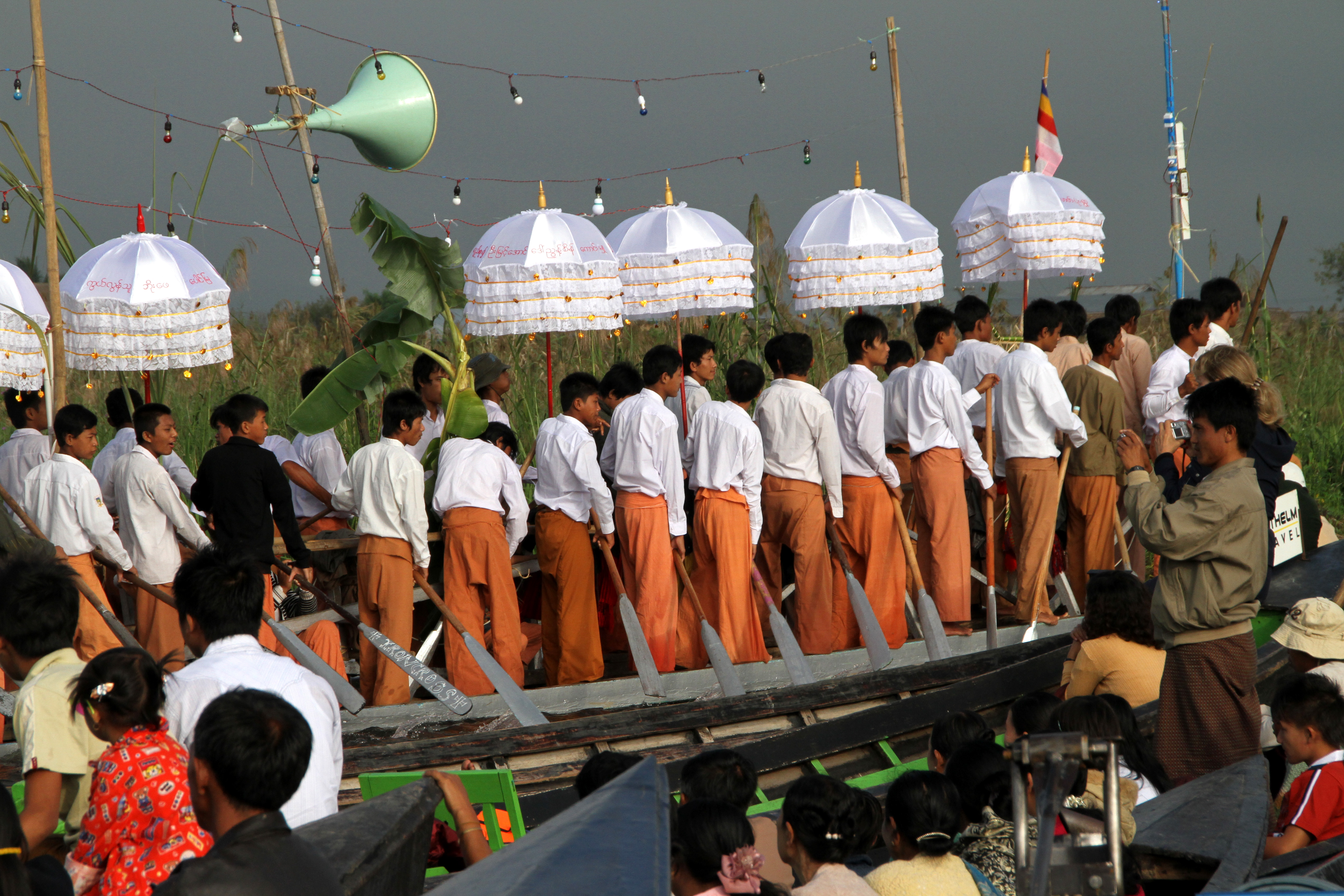
Ruderboot
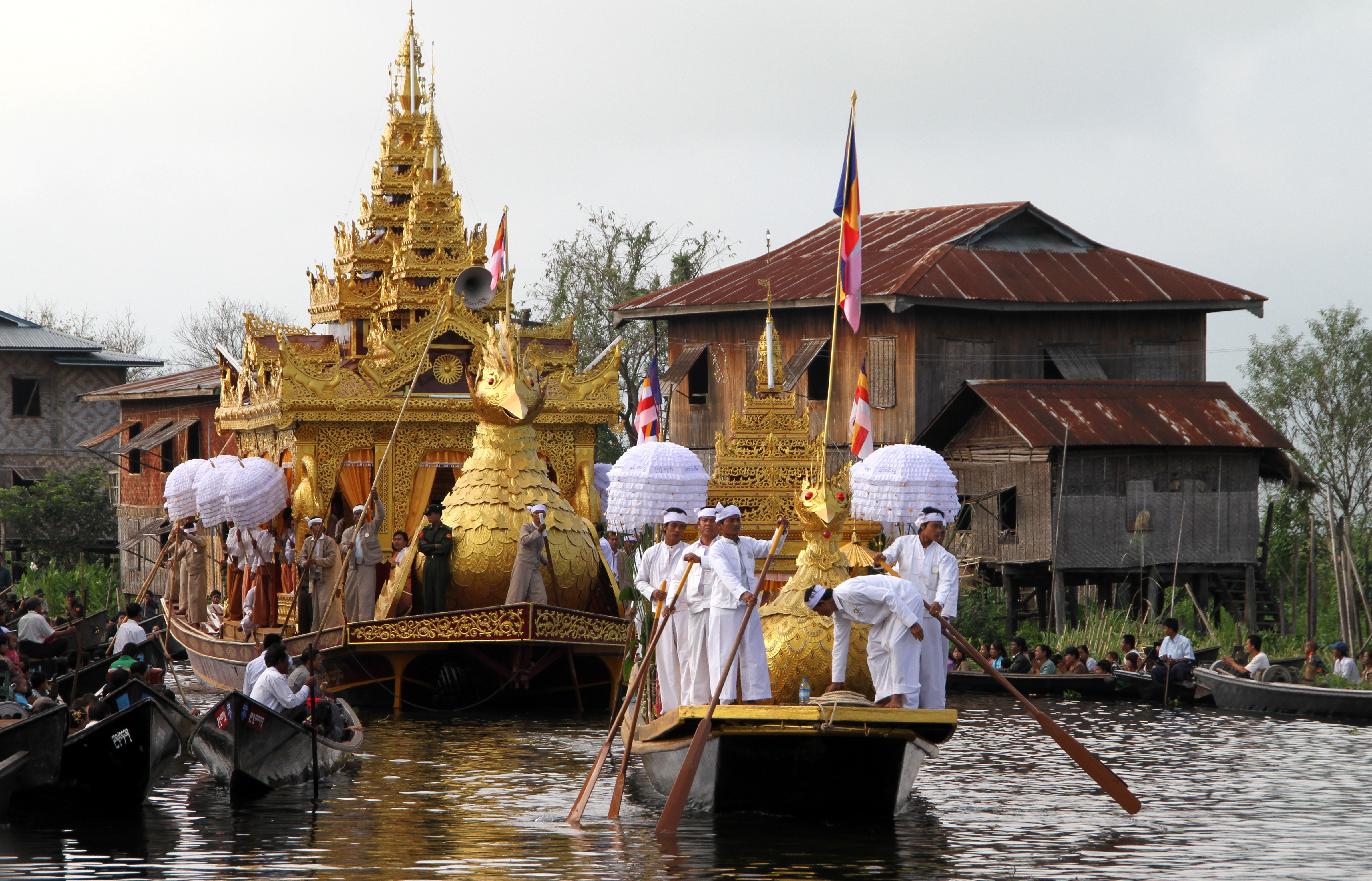
Barke in Inn Paw Khon
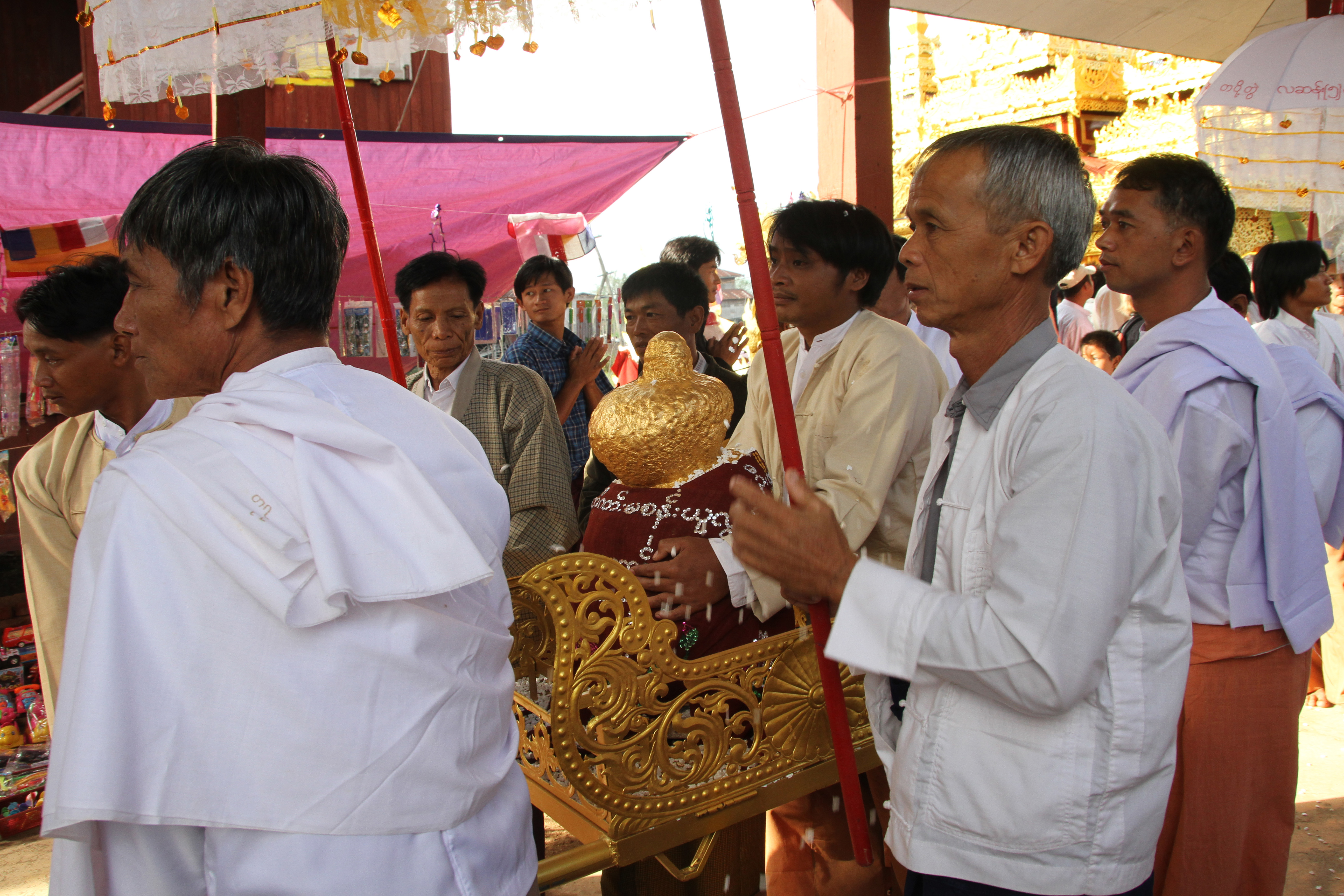
Ankunft in Inn Paw Khon
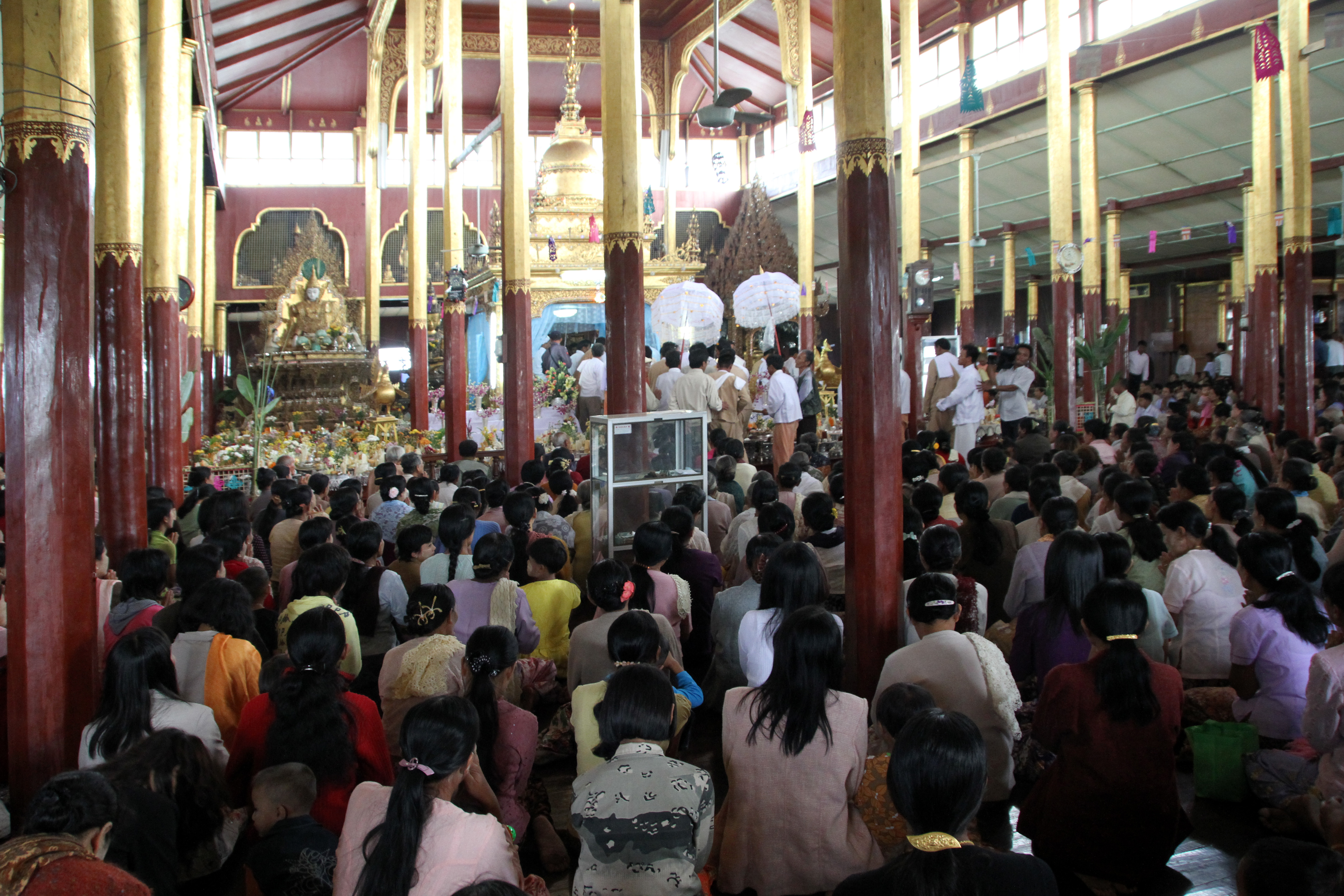
Station in Inn Paw Khon
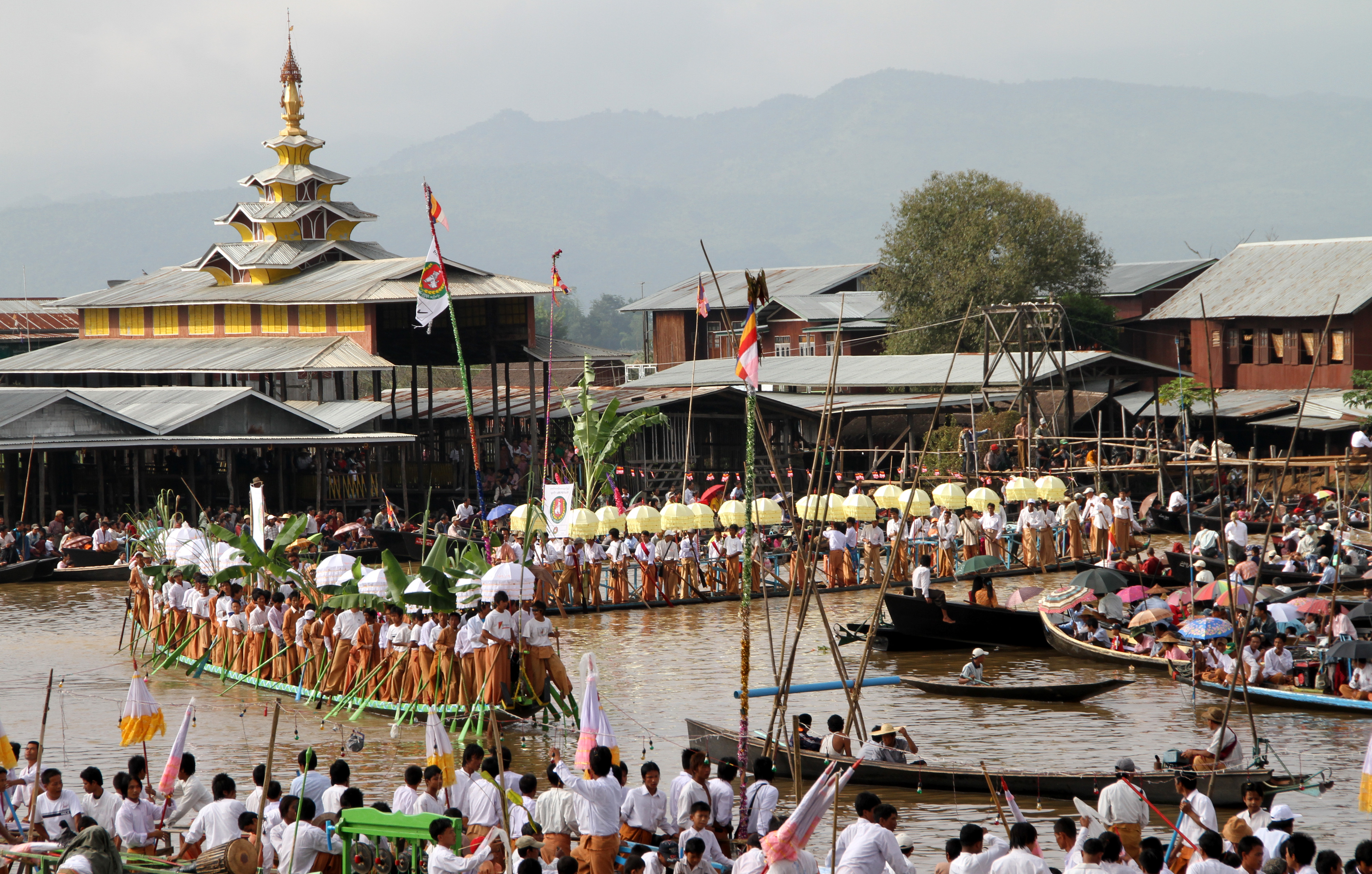
Boote am Schlusstag
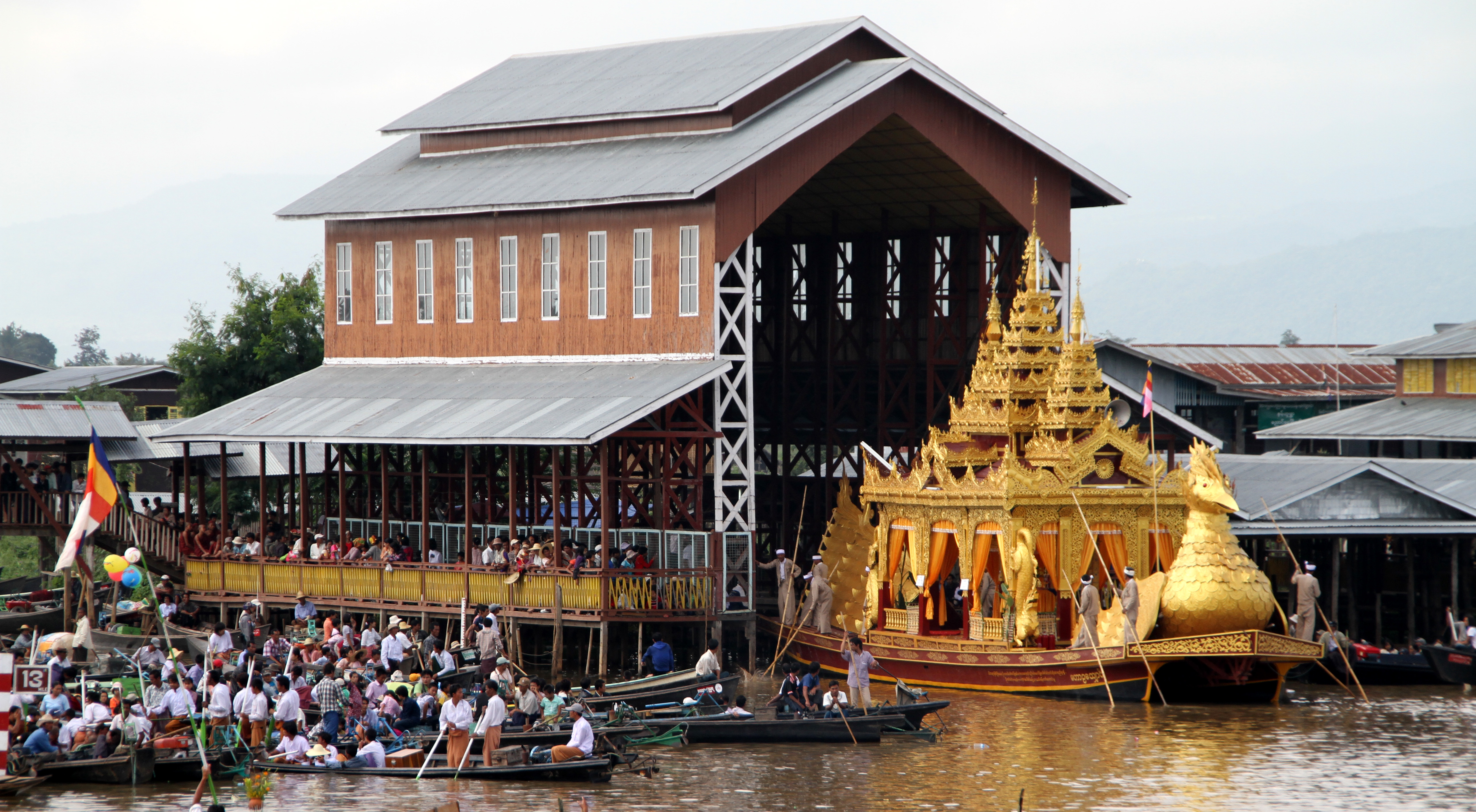
Einparken
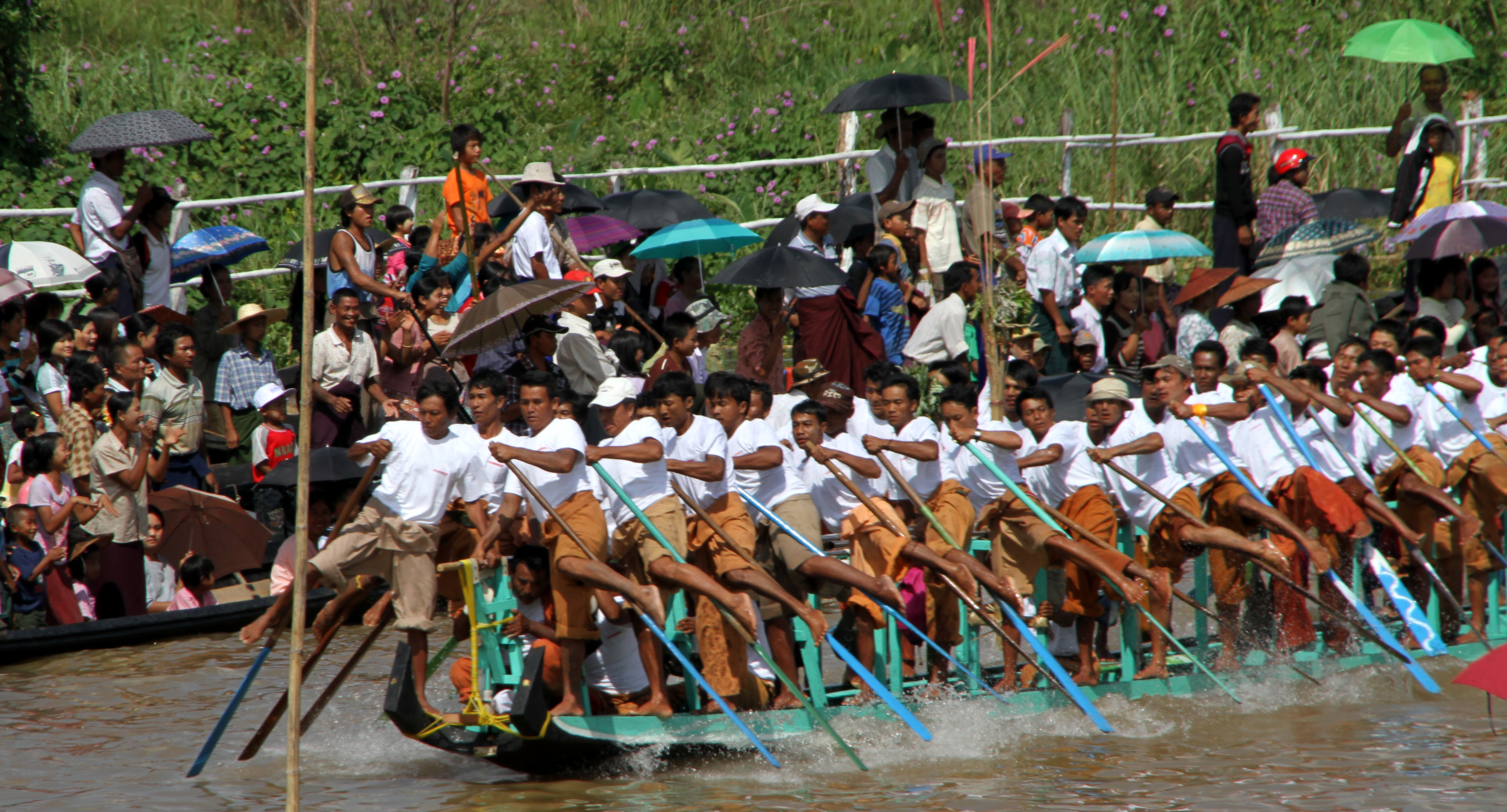
Bootsrennen
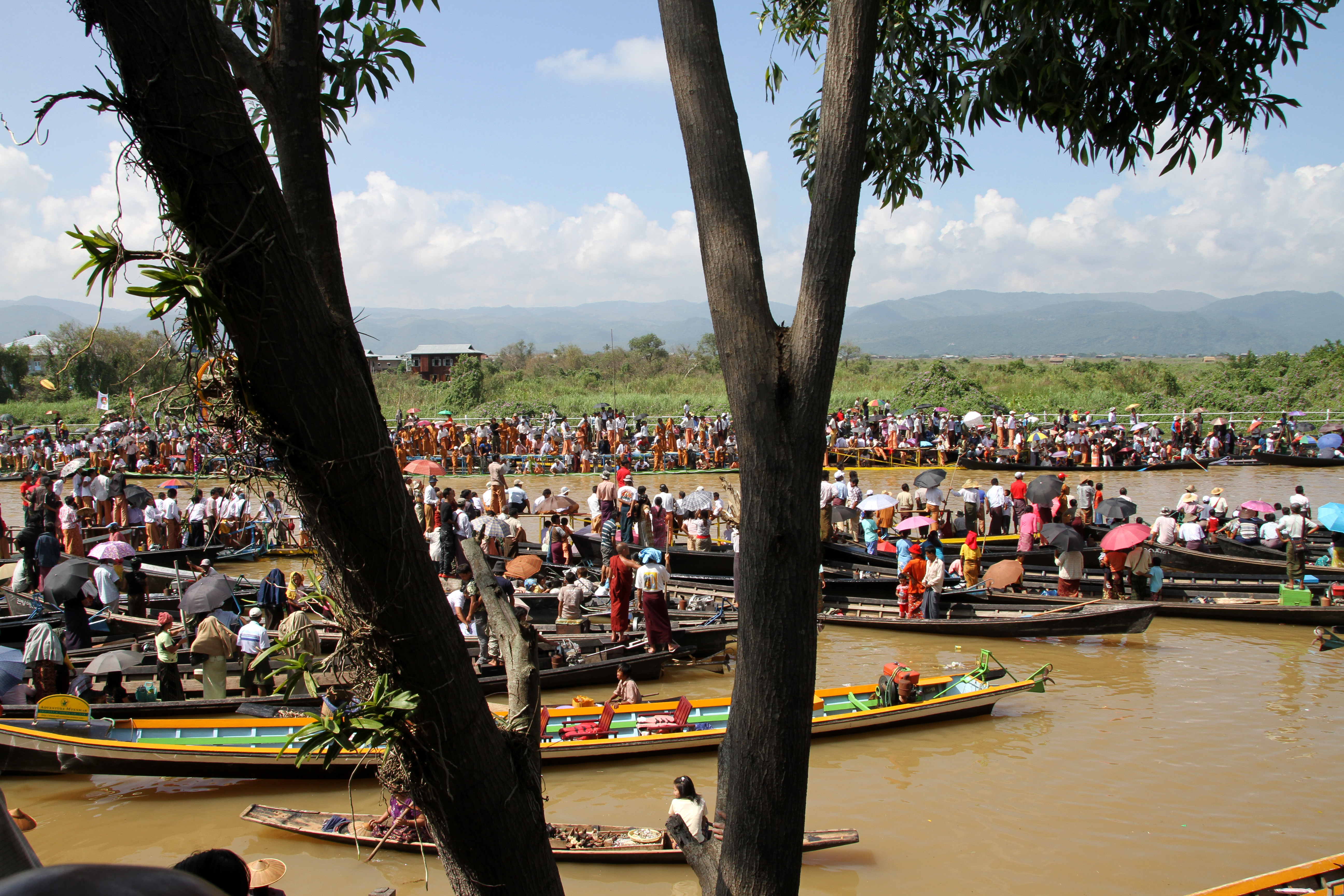
Zuschauer
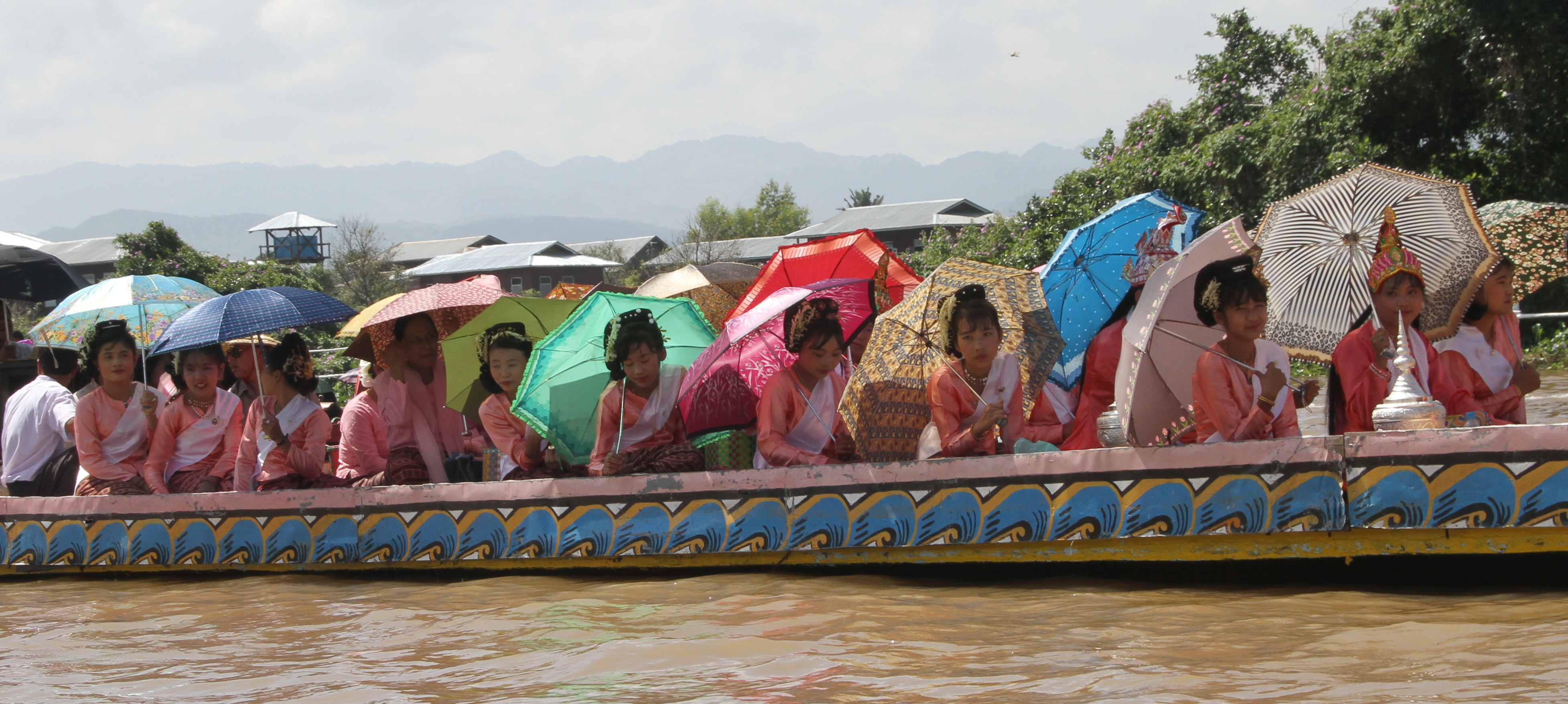
Tribut an die Schönheit